# 克尔德什应用数学研究所
俄羅斯科學院克尔德什应用数学研究所（俄語：Институт прикладной математики имени М.В.Келдыша）是一所专门研究計算数学的研究所。研究所位於俄罗斯莫斯科，以姆斯季斯拉夫·弗謝沃洛多維奇·克爾德什命名。1966年研究所自斯捷克洛夫數學研究所分离出來而成立。